# Вёкса (приток Костромы)
Вёкса — река в Костромской области России. Вытекает из Галичского озера. Левый приток реки Костромы. Впадает в Кострому в черте города Буй. Длина — 84 километра, площадь бассейна — 2880 км². Единственный крупный приток — река Ноля (правый). Высота истока — 100 м над уровнем моря. Высота устья — 87,8 м над уровнем моря.

Вёкса вытекает из Галичского озера в его северо-западной оконечности, течёт на запад, сильно петляя. Берега обрывистые, как правило, безлесые. Ширина реки около 30-40 метров. Течение в верхнем течении быстрое, ближе к устью ослабевает.
Этимология названия восходит к финно-угорскому vuoksi — поток. Такое имя часто носят реки, вытекающие из озёр на северо-востоке европейской части России.